# 唐三彩文官俑
三彩文官俑是唐代（西元618－907年）製作的陶瓷器。為明器的一種，用途為墓穴陪葬品。高66.5公分，寬16.2公分。由大野萬里先生捐贈，現藏於國立故宮博物院。

## 背景
文官俑，屬明器，是墓葬中守衛類的俑。只出現在官階高的大墓中。此尊文官俑不同於其他文官俑手執覲見君王時使用的手板笏，僅雙手環抱於前。藝術性遠超於實用性，唐朝安平富庶，大興明器（陪葬品）的文化，因此唐三彩多用於陪葬。

## 外觀
此俑端莊站立，頭戴梁冠，身穿朝服，寬袍大袖，是唐代盛典時高官的服飾。顏面溫和，衣衫潑彩華麗。

## 種類
為唐三彩，屬於低熔點（700℃-1200℃）釉陶器，常以銅（釉為綠色）、鐵（褐黃色）作為染色劑，並以鉛為助熔劑，屬於鉛釉的一種。
作品有多種艷麗之色，但主要以黃、綠、白（或綠、赭、藍）三色為主，所以稱之為「三彩」。